# Om natten
Om natten (dt. Nachts) ist ein dänischer Kurzfilm. Bei der Oscarverleihung 2008 war er in der Kategorie Bester Kurzfilm nominiert, gewann jedoch nicht. 

## Handlung
Stephanie, Sara und Mette sind drei junge Frauen, die aufgrund ihrer Krebserkrankung gezwungen sind, Weihnachten und zwischen den Jahren in der onkologischen Station des Rigshospital in Kopenhagen zu verbringen.
Nachts treffen sie sich und reden, spielen Flaschendrehen mit einem Nachttopf und planen die Silvesternacht.
Stephanie erzählt, dass sie ihren Freund betrogen habe, damit er sich deswegen von ihr trennt und nicht der Krankheit wegen. Außerdem wüssten ihre Eltern nichts von ihrer Erkrankung, denn sie ist überzeugt, dass diese sie hassen. Damals als ihre Mutter krank war, hat sie diese nämlich nicht gepflegt, sondern ist weggezogen.
Sara hat einen wachsenden Tumor an der Wirbelsäule, der operativ entfernt werden muss. Die Operation ist riskant, aber sie gibt sich gegenüber ihrem Vater mutig. Ihr Vater besucht sie, wann immer er kann.
Mette ist bereits bettlägerig und hofft auf einen Besuch ihrer Eltern. Sie ist ein bisschen in den Arzt Martin verliebt, aber nimmt nicht die von ihm angeordneten Schmerztabletten, sondern bewahrt sie im Nachttisch auf.
Stephanie versucht ihren Ex-Freund anzurufen, doch er hat keine Lust auf ein Gespräch.
Plötzlich stellt sich heraus, dass Saras Operation bereits am 31. Dezember stattfinden soll. Spontan feiern die Mädchen Silvester am 30.
Als sie müde werden, ziehen sie sich in ihre Zimmer zurück. Allein mit einer Flasche Sekt bricht Stephanie weinend zusammen, schleicht sich in Mettes Zimmer und stiehlt deren Schmerztabletten. Mette bemerkt das und bittet Stephanie, es nicht zu tun. Stephanie verbietet ihr, die Krankenschwester zu alarmieren.
Zurück in ihrem Zimmer schluckt Stephanie zunächst die Tabletten, führt dann aber ein Erbrechen herbei. Mette hat sich unterdessen zu Stephanies Tür geschleppt und bricht dort zusammen. Nun ist es Stephanie, die die Schwester alarmiert.
Mette versucht verzweifelt ihre Eltern anzurufen, doch diese können erst am nächsten Morgen kommen, da sie nach Kopenhagen fliegen müssen. Als sie erschöpft im Bett liegt, beruhigen Sara und Stephanie Mette, in dem sie vorgeben, ihre Eltern zu sein. Mette verstirbt, bevor ihre Eltern kommen konnten.
Kurz bevor Sara operiert wird, gesteht sie ihrem Vater ihre Angst. Dieser vermag es, sie zu beruhigen. Bei der Operation gibt es doch Komplikationen und Sara fällt ins Koma. Stephanie verbringt Silvester allein.
Am nächsten Tag findet sie einen Brief von Sara, die sie auffordert, sich bei ihren Eltern zu melden, da niemand es verdient, allein zu sterben. Stephanie nimmt ihren Ratschlag an und ruft unter Tränen ihre Mutter an.

## Dig og mig
Christian E. Christiansen schuf mit denselben Darstellern im Jahr darauf eine zweite Version des Films in Spielfilmlänge namens  Dig og mig.